# انزياح الإطار الريبوسومي

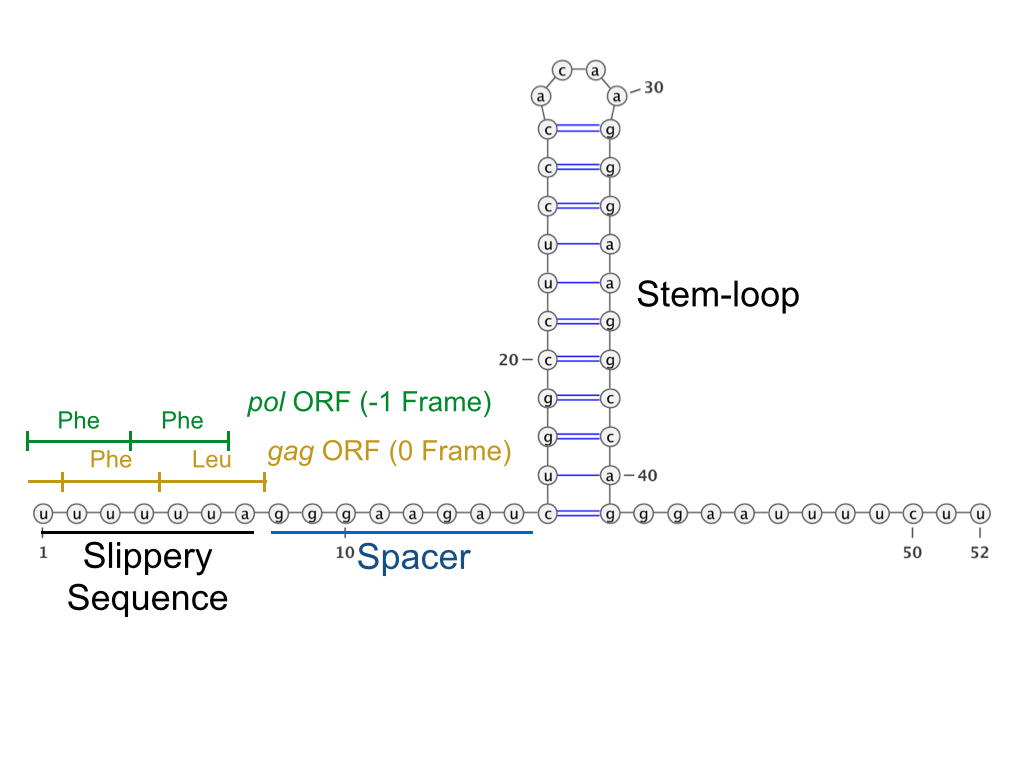
رسم توضيحي لإشارة انزياح الإطار لفيروس الإيدز 1. ينتج عن انزياح إطار -1 في المنطقة الزلقة ترجمة إطار القراءة المفتوح Pol بدل gag. كلا البروتينين غاغ وبول ضروريان من أجل مركب الناسخ العكسي الضروري لتضاعف فيروس الإيدز 1.

انزياح الإطار الريبوسومي أو تغيُّر الإطار الريبوسومي (بالإنجليزية: Ribosomal frameshift)‏ ويُعرف كذلك بإعادة التشفير الترجمي (بالإنجليزية: translational recoding)‏ هي عملية بيولوجية تحدث أثناء الترجمة تقوم فيها عناصر منظمة مقرون [الإنجليزية] (في العادة تسلسل زلق وبنية رنا ثانوية) بإعادة توجية الريبوسوم إلى إطار قراءة جديد (-1 أو +1 نوكليوتيد)، يُستخدم انزياح الإطار: لترجمة العديد من البروتينات من نفس التسلسل وبالتالي زيادة السعة التخزينية للجينومات الصغيرة وبشكل خاص الفيروسات مثل فيروس الإيدز-1،فيروس ساركومة روس [الإنجليزية]، وفيروس الإنفلونزا. لأمور تنظيمية مثل تنظيم مستويات عديد الأمين بواسطة مضاد الإنزيم [الإنجليزية] الذي يثبط عمل نازعة كربوكسيل الأورنيثين [الإنجليزية]. لتصحيح مشاكل الترجمة أو الإنديلات المفيدة للفيروسات.
أشهر أنواع انزياح الإطار هو انزياح الإطار -1 ويسمى كذلك بازياح الإطار المبرمج -1 (−1 PRF) وفيه يرجع الريبوسوم بنوكليوتيد واحد إلى الخلف، توجد انزياحات إطار أخرى نادرة مثل +1 (القفز إلى الأمام بنوكليوتيد واحد) و-2 (نوكليوتيدين إلى الخلف وهو نفسه إطار القراءة +1 ناقص كودون واحد).
تتحكم آليات مختلفة في انزياحي الإطار -1 و+1 وكلاهما يحدث عبر مسارات طاقة حركية [الإنجليزية].